# Chirita hamosa
Chirita hamosa är en tvåhjärtbladig växtart som beskrevs av R. Brown. Chirita hamosa ingår i släktet Chirita och familjen Gesneriaceae. Inga underarter finns listade i Catalogue of Life.